# Rune Bratseth
Rune Bratseth   (Trondheim, 19 de març de 1961) és un exfutbolista noruec de la dècada de 1980.
Fou 60 cops internacional amb la selecció noruega amb la qual participà en la Copa del Món de Futbol de 1994.
Pel que fa a clubs, defensà els colors de Werder Bremen i Rosenborg.